# James Ruffier
Pour les articles homonymes, voir Ruffier.
James Ruffier (né le 20 février 1974 à Champigny-sur-Marne) est un pilote automobile français spécialisé dans les courses de Grand Tourisme.

## Palmarès
- 2009 Championnat FIA GT (Corvette) : 3e
- 2008 Championnat d'Europe FIA GT3 (Corvette) : Champion
- 2008 Championnat de France GT3 (Lamborghini) : Vice Champion
- 2004 Porsche Carrera Cup France : Champion
- 2003 Championnat de France GT3 (Porsche) : Champion
- 2003 - 2002 - 2001 Porsche Carrera Cup France : Vice Champion
- 1999 Rencontre Internationale sur Glace (Canada) : Vainqueur
- 1999 Trophée Andros (Courses sur Glace) : 3e
- 1997 Trophée Andros : 3e
- 1996 Trophée Andros : 3e Catégorie 2 litres
- 1995 Trophée Andros : Champion Catégorie 2 roues directrices
- 1994 Trophée Andros : Champion Catégorie 2 roues directrices